# Donnington and Muxton
Donnington and Muxton är en civil parish i Telford and Wrekin i Shropshire i England. Skapad 1 april 2015.